# Estephan Nehmé
Yūsuf Nehmé (en arabe: يوسف نعمة), en religion Estephàn Nehmé, né le 7 mars 1889 à Lehfed (en) (Liban) et mort le 30 août 1938 au monastère de Kiffane près de la ville de Batroun (Liban), est un moine de l'ordre libanais maronite, reconnu bienheureux par l'Église catholique et fêté le 30 août de chaque année.

## Biographie
Yūsuf Nehmé est né en 1889 de l'union d'Estephan Bou Haykal Nehmé and Christina Badawi Hanna Khaled (ép. Nehmé). Il est le quatrième enfant d'une fratrie de six. Ses parents sont tous deux maronites et pratiquants. Il est baptisé le 15 mars 1889 dans l’église Notre-Dame à Lehfed.
Parmi les anecdotes de son enfance, il est notamment retenu celle de la découverte d'une source d'eau potable. Alors qu'il garde les vaches il voit un blaireau et le poursuit mais celui-ci entre se cacher dans un trou. Estephàn Nehmé y remarque des traces d'eau. Il entreprend alors de creuser à cet endroit et met au jour une petite source. Il nomme cette source « Source du Blaireau ».
En 1905 à l'âge de seize ans, il demande et obtient malgré une certaine opposition familiale, l'autorisation de sa mère (son père étant décédé en 1903) de rejoindre le couvent maronite de Saint Cyprien et de Sainte Justine à Kfifane où il devient novice et prend le nom de « Estephàn » en mémoire de son père (Estephan Bou Haykal Nehmé) et du saint patron de son village natal. Il prononce ses vœux monastiques le 23 août 1907 et ses vœux perpétuels le 13 avril 1924.
En tant que frère il travaille dans les jardins des monastères. Il acquiert  des connaissances en menuiserie et en maçonnerie. Pendant qu’il travaille, il aime à répéter : « Dieu me voit ».
Dans le contexte de la Première Guerre mondiale et la Grande famine du Mont-Liban, le couvent accueille et vient en aide aux plus démunis. Estephàn Nehmé est notamment chargé de la distribution de nourriture.
En 1938, alors qu'il réside au monastère de Kfifane, il est envoyé  en mission auprès du monastère Notre-Dame de Mayfouq où il vécut pour aider ce monastère dans un conflit concernant la propriété de terrain acquis par le monastère. Les bornes de marquage des terrains ont été enfouies provoquant un conflit avec les anciens propriétaires. Ceux-ci revendiquant maintenant les terrains précédemment vendus. Estephàn qui était présent au moment du marquage est envoyé pour retrouver les bornes enfouies et mettre fin aux conflits avec les anciens propriétaires. Ce qu'il fit avec succès.
Au total il vécut presque douze au monastère Notre-Dame de Mayfouq ; dix ans au monastère Notre-Dame du secours à Jbeil ; trois ans au monastère saint Antoine le Grand dans le village de Houb (près de Tannourine) et sept mois au monastère de Kfifane où il décède le 30 août 1938 à l'âge de 49 ans  d'une hémorragie cérébrale.

## Reconnaissance par l'Église
Estephàn Nehmé décède le 30 août 1938. Il est inhumé dans le caveau du monastère de Kfifane. 

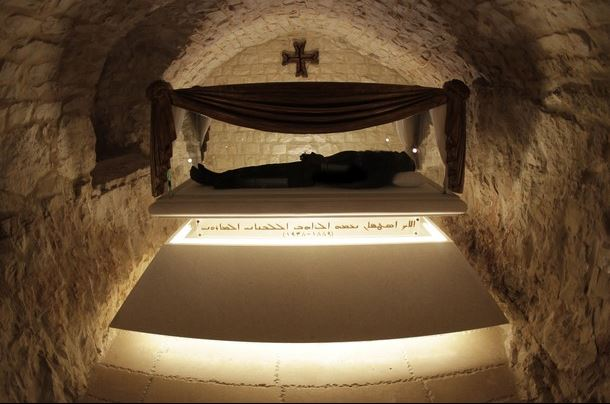
Tombe d'Estephan Nehmé au monastère de Kfifane.

Le 10 mars 1951 à l'occasion de l'inhumation d'un autre frère, les moines s'aperçoivent en ouvrant la tombe que le corps de Estephàn Nehmé est demeuré intact, ne présentant aucune trace de corruption. Son corps est alors déplacé dans un nouveau tombeau.
L'Ordre libanais maronite soumet un dossier au Saint-Siège. Le 17 aôut 2007 le pape Benoît XVI reconnait Estephàn Nehmé vénérable.
En vue de sa béatification il est soumis au Dicastère pour les Causes des Saints le cas de Marina Nehmé (nièce d'Estephàn Nehmé) religieuse au monastère Saint Joseph, tombeau de sainte Rafka) à Jrebta. Celle-ci souffrait d'un cancer des os  de type ostéosarcome depuis huit ans. Le 30 août 1984 sa guérison complète est constatée. Marina Nehmé attribue sa guérison à l'intercession d'Estephàn Nehmé. L'enquête médicale  diligentée par le Dicastère pour les Causes des Saints conclue cette guérison inexplicable scientifiquement. La commission de théologie certifie pour sa part l’intercession d'Estephàn Nehmé dans la guérison inexpliquée de Marina Nehmé.
Le 27 juin 2010, au monastère de Saint-Cyprien et de Sainte Justine à Kfifane, Angelo Amato, préfet du  Dicastère pour les Causes des Saints, au nom du pape Benoît XVI, déclare Estephàn Nehmé bienheureux. La célébration liturgique de béatification est célébrée par le patriarche maronite d'Antioche, Nasrallah Sfeir, devant un parterre de cinquante mille personnes, parmi lesquels le président de la République libanaise Michel Sleiman et le Premier ministre libanais Saad Hariri.

### Vie religieuse
Estefan répétait toujours « Dieu me voit ». Il passe sa vie dans la prière et le travail dans les prés. Il est aussi un excellent menuisier. Ses actes de charité, sa bonté et sa sagesse marquent son entourage surtout pendant la Première Guerre mondiale, cependant ses miracles n'ont commencé à apparaitre qu'après sa mort.